# Lijst van voetbalinterlands Comoren - Malawi
Deze lijst van voetbalinterlands is een overzicht van alle officiële voetbalwedstrijden tussen de nationale teams van de Comoren en Malawi. De landen hebben tot op heden zes keer tegen elkaar gespeeld. De eerste ontmoeting, een wedstrijd voor de COSAFA Cup 2008, werd gespeeld in Secunda (Zuid-Afrika) op 22 juli 2008. Het laatste duel, een groepswedstrijd tijdens de COSAFA Cup 2023, vond plaats op 11 juli 2023 in Durban (Zuid-Afrika).

## Wedstrijden
| № | Plaats   | Datum            | Competitie                   | Wedstrijd        | Uitslag |
| - | -------- | ---------------- | ---------------------------- | ---------------- | ------- |
| 1 | Secunda  | 22 juli 2008     | COSAFA Cup 2008              | Comoren − Malawi | 0 − 1   |
| 2 | Blantyre | 10 juni 2017     | Afrika Cup 2019 kwalificatie | Malawi − Comoren | 1 − 0   |
| 3 | Moroni   | 17 november 2018 | Afrika Cup 2019 kwalificatie | Comoren − Malawi | 2 − 1   |
| 4 | Durban   | 4 juni 2019      | COSAFA Cup 2019              | Comoren − Malawi | 1 − 2   |
| 5 | Jeddah   | 31 december 2021 | Vriendschappelijk            | Comoren − Malawi | 1 − 2   |
| 6 | Durban   | 11 juli 2023     | COSAFA Cup 2023              | Malawi − Comoren | 2 − 0   |

## Samenvatting
| Competitie              | Totaal gespeeld | Winst Comoren | Gelijk | Winst Malawi | Doelsaldo Comoren – Malawi |
| ----------------------- | --------------- | ------------- | ------ | ------------ | -------------------------- |
| Afrika Cup-kwalificatie | 2               | 1             | 0      | 1            | 2 − 2                      |
| COSAFA Cup              | 3               | 0             | 0      | 3            | 1 − 5                      |
| Vriendschappelijk       | 1               | 0             | 0      | 1            | 1 − 2                      |
| Totaal                  | 6               | 1             | 0      | 5            | 4 − 9                      |

Wedstrijden bepaald door strafschoppen worden, in lijn met de FIFA, als een gelijkspel gerekend.
FCF · Comorees vrouwenelftal

Interlands
Tegenstander:
Angola ·
Botswana ·
Burkina Faso ·
Burundi ·
Centraal-Afrikaanse Republiek ·
Djibouti ·
Egypte ·
Ethiopië ·
Gabon ·
Gambia ·
Ghana ·
Guinee ·
Ivoorkust ·
Jemen ·
Kaapverdië ·
Kameroen ·
Kenia ·
Lesotho ·
Libië ·
Madagaskar ·
Malawi ·
Malediven ·
Mali ·
Marokko ·
Mauritanië ·
Mauritius ·
Mozambique ·
Namibië ·
Oeganda ·
Palestina ·
Seychellen ·
Sierra Leone ·
Swaziland ·
Togo ·
Tsjaad ·
Tunesië ·
Zambia ·
Zimbabwe ·
Zuid-Afrika
FAM · 
Bondscoaches · 
Topscorers · 
Malawisch vrouwenelftal
1962 - 1969 · 
1970 - 1979 · 
1980 - 1989 · 
1990 - 1999 · 
2000 – 2009 · 
2010 – 2019 ·
2020 − 2029
Algerije ·
Angola ·
Bangladesh ·
Benin ·
Botswana ·
Burkina Faso ·
Burundi ·
Comoren ·
Congo-Brazzaville ·
Congo-Kinshasa ·
Djibouti ·
Egypte ·
Equatoriaal-Guinea ·
Eritrea ·
Ethiopië ·
Gabon ·
Ghana ·
Guinee ·
Ivoorkust ·
Jemen ·
Kameroen ·
Kenia ·
Lesotho ·
Liberia ·
Libië ·
Madagaskar ·
Mali ·
Marokko ·
Mauritius ·
Mozambique ·
Namibië ·
Nigeria ·
Oeganda ·
Rwanda ·
Sao Tomé en Principe ·
Senegal ·
Seychellen ·
Sierra Leone ·
Soedan ·
Somalië ·
Swaziland ·
Tanzania ·
Togo ·
Tsjaad ·
Tunesië ·
Zambia ·
Zimbabwe ·
Zuid-Afrika ·
Zuid-Soedan